# Beant Singh
Beant Singh (* 6. Januar 1959 in Faridkot, Punjab; † 31. Oktober 1984 in Neu-Delhi) war ein Leibwächter der indischen Premierministerin Indira Gandhi, die er am 31. Oktober 1984 gemeinsam mit seinem Kollegen Satwant Singh ermordete. Grund für die Tat war die Operation Blue Star, bei der Indira Gandhi mit Gewalt gegen die sikhistische Minderheit vorging, der die beiden Leibwächter angehörten.

## Leben
Singh stammte aus dem Distrikt Faridkot im indischen Punjab. Dort sind die Sikhs keine Minderheit, sondern stellen mit 76 % der Bevölkerung die Mehrheit. Singh stellte sich in den Dienst der indischen Armee und kam dort in eine Elitetruppe, die unter anderem mit dem Schutz der Premierministerin betraut war. Auf Grund ihres Rufs als loyale und gute Soldaten war die Anzahl der Sikhs in der indischen Armee und auch in der Gruppe der Leibwächter Indira Gandhis hoch. Die Operation Blue Star und die Gewalt gegen Sikh – sikhistische Quellen sprechen von mehr als 5.000 Opfern im Rahmen der Operation Blue Star – wurde auch von den Attentätern als tiefer Einschnitt empfunden und schürte ihren Hass gegen die Premierministerin.
Gandhi war zuvor von ihren Beratern gedrängt worden, Sikhs temporär aus ihrer Leibwache zu entfernen, da in Folge des Konflikts zwischen der Regierung und den Sikhs ein erhöhtes Risiko für Attentate bestünde. Gandhi lehnte diesen Vorschlag mit Verweis auf den säkularen Charakter des indischen Staates ab.

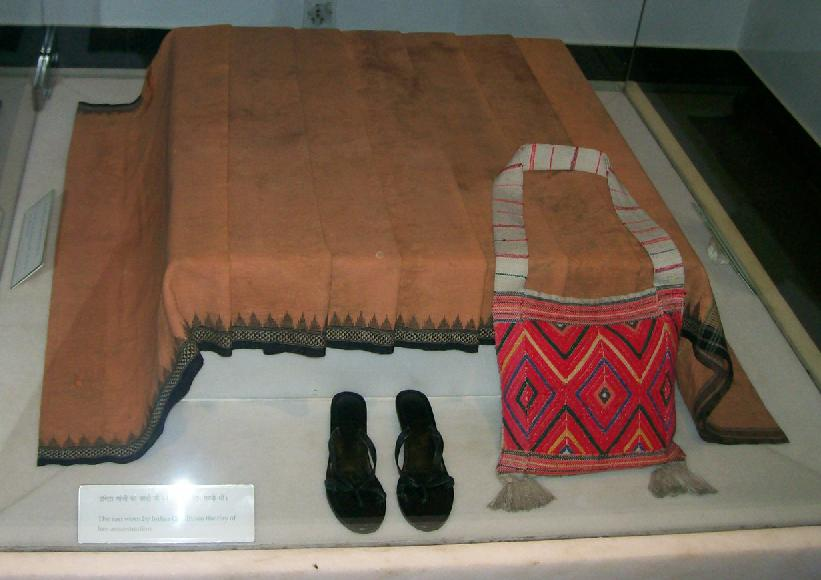
Kleidungsstücke, die Gandhi am Tag des Attentats trug, im Indira Gandhi Memorial Museum

### Das Attentat
Am 31. Oktober 1984 war Indira Gandhi mit Peter Ustinov zu einem Interview für das britische Fernsehen verabredet. Sie verließ ihren Wohnsitz am Morgen, um zum Nachbargebäude zu gehen, wo das Interview stattfinden sollte. Am Gartentor wurde sie von ihrem Leibwächter Beant Singh erwartet, der ihr drei Kugeln in den Unterleib schoss. Sein Komplize Satwant Singh feuerte sein gesamtes Magazin von dreißig Schüssen auf Indira Gandhi ab. Unmittelbar nach dem Attentat wurden beide von Sicherheitskräften festgenommen und in ein Wachtgebäude gebracht. Dort kam es, wohl nach einem Fluchtversuch, zu einer Schießerei, bei der Beant Singh auf der Stelle starb. Satwant Singh wurde vor Gericht gestellt, zum Tode verurteilt und am 6. Januar 1989 hingerichtet.

## Folgen
Die Attentäter wurden schnell zu Identifikationsfiguren extremistischer Sikh-Gruppen. Nach dem Attentat fanden Solidaritätsbekundungen und Gedenkveranstaltungen für die Attentäter in Amritsar statt. Für Kontroversen sorgte die offizielle Ehrung der Attentäter als Märtyrer für die Gemeinschaft der Sikhs im Januar 2008.
Beant Singhs Frau wurde später in die Lok Sabha, die erste Kammer des indischen Parlaments, gewählt. Sein Sohn kandidierte erfolglos für einen Sitz im Parlament und ging in den Immobiliensektor. Im Jahr 2009 gab er ein Interview, in dem er das Attentat als „Ergebnis intensiver Gefühle, die meinen Vater davongetragen haben“ bezeichnete.